# Жизло-Павлово
Жизло-Павлово — деревня в Троснянском районе Орловской области. Входит в состав Жерновецкого сельского поселения.

## География
Деревня находится в юго-восточной части Орловской области на Среднерусской возвышенности.

### Часовой пояс
Деревня Жизло-Павлово, как и вся Орловская область, находится в часовой зоне МСК (московское время). Смещение применяемого времени относительно UTC составляет +3:00.

## Население
| 2002 | 2010 |
| ---- | ---- |
| 95   | ↘61  |

### Национальный состав
Согласно результатам переписи 2002 года, в национальной структуре населения русские составляли 100 % из 95 чел.